# Snaga vjetra
Snaga vjetra kao tehnički pojam koristi se u analizi fizikalnih osnova pretvorbe kinetičke energije vjetra u električnu energiju u vjetroelektranama ili u korisnu kinetičku energiju u vjetrenjačama za pogon mlinova ili crpki za vodu.

## Kinetička energija i snaga vjetra
Kinetička energija vjetra može biti izražena jednadžbom
gdje je m masa a v brzina.
Tada snagu vjetra P dobivamo diferenciranjem energije u vremenu, pri čemu brzinu vjetra smatramo konstantnom: 
Masa m je određena gustoćom {\displaystyle \rho } i volumenom V:
Derivirajući je u vremenu, dobivamo maseni protok zraka:
To je masa zraka gustoće {\displaystyle \rho } koji struji kroz referentnu površinu A i ima brzinu v.
Uvrstimo li maseni protok zraka u gornju jednadžbu za snagu vjetra dobivamo:
Gustoća zraka ovisi o tlaku i temperaturi, ona se mijenja proporcionalno s tlakom pri konstantnoj temperaturi. Stoga je pri konstantnom tlaku i gustoći maseni protok zraka također konstantan.

## Iskorištavanje snage vjetra pri energetskim pretvorbama
Kada se snaga vjetra koristi za pretvorbu iz kinetičke u električnu energiju u vjetroelektranama, od interesa je da se postigne što veća iskoristivost, dakle što veći udio snage vjetra treba biti iskorišten i pretvoren u električnu energiju.
Vjetroturbina smanjuje svojim djelovanjem brzinu vjetra s ulazne brzine {\displaystyle v_{1}} na izlaznu brzinu {\displaystyle v_{2}}, te iskorištava nastalu razliku snage.
Snaga na taj način iskorištena u vjetroturbini može se izraziti kao:
Dakle nakon uvrštavanja diferencijala mase:
Snaga vjetra bez utjecaja vjetroturbine je:
Koeficijent snage {\displaystyle c_{p}={\frac {P_{t}}{P_{o}}}} kazuje koliko je snage vjetra iskorišteno u pretvorbi energije.
Maksimalni koeficijent snage izračunao je Betz(1926.), pa se idealni koeficijent snage zove i Betzov koeficijent snage i iznosi {\displaystyle c_{p},Betz=0.593} pri omjeru brzina {\displaystyle {\frac {v_{2}}{v_{1}}}={\frac {1}{3}}}.
Stvarna postrojenja ne dostižu taj idealni slučaj, ali moguće je postići {\displaystyle c_{p}=0.4...0.5}.
Iz toga slijedi da je efikasnost postrojenja jednaka omjeru stvarnog koeficijent snage i idealnog koeficijenta snage.

## Podjela rotora vjetroturbina prema aerodinamičkom djelovanju
Prema aerdinamičkom djelovanju rotore vjetroturbina dijelimo na:

### 1. Rotori s otpornim djelovanjem
Rotori s otpornim djelovanjem zasnivaju se na djelovanju sile otpora na lopatice rotora. Brzine vrtnje su pritom male, ali su momenti na vratilu rotora veliki. Najčešće se koriste u vjetrenjačama za pogon mlinova ili crpki za vodu.
Otporna sila {\displaystyle F_{d}} djeluje na objekte koji stoje okomito u odnosu na smjer vjetra. Definirana je sljedećom jednadžbom:
a snaga vjetra pri otpornom djelovanju dobije se kao {\displaystyle P=F_{d}*v}
Ako se objekt pod utjecajem vjetra giba brzinom u, u smjeru vjetra, tada će sila otpora biti umanjena, jer se brzina u oduzima u gornjoj jednadžbi od brzine vjetra v : 
Otporno djelovanje se koristi također kod anemometara.

### 2.Rotori s uzgonskim djelovanjem
Rotori s uzgonskim djelovanjem se zasnivaju na djelovanju sile uzgona na lopatice rotora, pri čemu se razvija linearna brzina nekoliko puta veća od brzine vjetra. Zbog većih brzina vrtnje i veće aerodinamičke učinkovitosti koriste se u suvremenim vjetroelektranama.
Uzgonsko djelovanje nastaje kad vjetar, koji cirkulira oko objekta, razvija veću protočnu brzinu preko gornje površine objekta nego preko doljnje. Tako nastaje pretlak na gornjoj površini i podtlak na doljnjoj površini objekta. To rezultira silom uzgona:
Na lopatice djeluje i u ovom slučaju otporna sila, ali je njen iznos u odnosu na iznos uzgonske sile zanemarivo malen. Ipak, zbog toga se pojavljuje brzina u, koja sa stvarnom brzinom {\displaystyle v_{w}} čini brzinu {\displaystyle v_{A}}:

#### Ograničavanje aerodinamičkog djelovanja
Koeficijenti snage {\displaystyle c_{l}} i {\displaystyle c_{d}} promjenjivi su s obzirom na oblik objekta koji se suprotstavlja gibanju vjetra ({\displaystyle c_{d}}) i upadnom kutu na lopaticu (oba koeficijenta).
To se svojstvo koristi u raznim pogonskim stanjima rotora vjetroturbine. Pri puštanju u pogon rotora vjetroturbine odabire se veći kut da bi rotor postizao što veću iskoristivost snage vjetra. Ako je brzina vjetra vrlo velika (npr. kod oluje), kut upada može se smanjiti i time spriječiti nastanak eventualne štete na postrojenju.

## Teme vezane uz energiju vjetra
- vjetroelektrane
- energija vjetra
- vjetroturbine

## Vanjske poveznice
www.windenergy.org: Kratko o iskorištavanju snage vjetra u praksi(eng.)